# Snowdrop
Snowdrop (koreanischer Originaltitel: 설강화; RR: Seolganghwa) ist eine südkoreanische Dramaserie, die von JTBC Studios und Drama House umgesetzt wurde. Die Premiere der Serie fand am 18. Dezember 2021 in Südkorea auf JTBC statt. Im deutschsprachigen Raum erfolgte die Erstveröffentlichung der Serie am 31. August 2022 durch Disney+ via Star als Original.

## Handlung
Angesiedelt im Jahr 1987 greift Snowdrop den Juni-Aufstand und seine Folgen auf. Die Massenprotestbewegung hatte zum Ziel, die damalige autoritäre Regierung in Südkorea zur Abhaltung fairer Wahlen zu zwingen. Als Ergebnis der Massenproteste wurden im Dezember 1987 demokratische Wahlen abgehalten, die später zum Ende der autoritären Herrschaft in Südkorea sowie zur Errichtung einer demokratischen Regierung führten, und in die Sechste Republik mündete.
1987 dringt ein blutüberströmter junger Mann durch ein Fenster in das Studentenwohnheim einer Frauenuniversität in Seoul ein. Die Studentin Eun Young-ro, die sich bei einem Gruppen-Blind-Date auf den ersten Blick in den jungen Mann namens Im Soo-ho verliebt hat, verarztet ihn trotz strenger Überwachung und großer Gefahr, so dass er schließlich sicher und unverletzt das Wohnheim verlassen kann. Als er jedoch vom Teamleiter der ANSP, Lee Gang-mu, verfolgt wird, ist Soo-ho gezwungen, erneut in das Wohnheim zu fliehen, wodurch Young-ro von seinem Geheimnis erfährt und fassungslos ist. Trotz seiner Liebe zu Young-ro hat Soo-ho keine andere Wahl, als den Befehl der Partei zu befolgen, seine Kameraden zu retten und in den Norden zurückzukehren, wo seine Familie auf ihn wartet. Soo-ho schenkt der Aussage der Partei Glauben, die ihm und seinen Kameraden eine sichere Rückkehr in den Norden innerhalb von neun Tagen zusichert. Doch dann wird ihm klar, dass die Mission, für die er im Land des Klassenfeindes sein Leben riskiert hat, ein ganz anderes Ziel hatte. Soo-ho beschließt, sich mit seinem Feind Gang-mu zu verbünden, als er die wahren Interessen seines Landes erkennt, das ihn und seine Kameraden, die allesamt eine höllische Ausbildung durchlaufen haben, wie Schachfiguren benutzt hat und sie nun einfach im Stich lässt. Losgelöst von Ideologie und Nationalität arbeiten die beiden zusammen, um den harten Gegenmaßnahmen einflussreicher politischer Würdenträger und Beamter zu entgehen, die nicht einmal davor zurückschrecken, das Leben unschuldiger Studenten zu opfern, um ihre Macht zu erhalten. Young-ro widersetzt sich dem Willen ihres Vaters, dem Leiter der ANSP, und arbeitet Hand in Hand mit einem nordkoreanischen Spion, um den Mann, den sie liebt, und ihre Freunde zu retten. Was hat das Schicksal für sie alle vorgesehen?

## Produktion

### Entwicklung
Der ursprüngliche Arbeitstitel der Serie lautete „이대 기숙사“ (RR: Idae Gisuksa). Die Drehbücher der Serie stammen von Yoo Hyun-mi und wurden von Jo Hyun-tak als Regisseur umgesetzt. Die beiden arbeiteten bereits bei der erfolgreichen Satire-Thriller-Serie Sky Castle zusammen. Die Serie basiert auf den Memoiren eines Mannes, der aus einem politischen Gefangenenlager in Nordkorea geflohen ist.

### Casting
Am 18. Juni 2020 berichteten verschiedene Medienseiten, dass Kim Hye-yoon, die durch ihre Rolle als Kang Ye-seo in der Serie Sky Castle große Bekanntheit erlangte, ein Angebot erhalten habe, in der Serie mitzuwirken, was durch ihre Agentur bestätigt wurde. Am 18. August 2020 tauchten Berichte auf, dass die Sängerin und Schauspielerin Jisoo für eine der Hauptrollen gecastet wurde. Diese Meldungen wurden im Laufe desselben Tages durch eine Mitteilung der Agentur YG Entertainment bestätigt, die Jisoo vertritt. Am 24. August 2020 wurde bestätigt, dass Kim Hye-yoon neben Jisoo als Hauptdarstellerin in der Serie zu sehen sein wird, und dass Jung Hae-in ein Angebot erhalten habe. Die offizielle Bestätigung, dass Jung Hae-in als Hauptdarsteller mitwirken wird, kam am 26. August 2020, gefolgt die von Jung Yoo-jin am 17. September 2020 und von Yoon Se-ah am 18. September 2020. Am 5. Oktober 2020 gab JTBC weitere Hauptdarsteller bekannt und veröffentlichte Details zu den Charakteren. Am 28. Dezember 2020 teilte JTBC mit, dass Yoo In-na als Hauptdarstellerin mitwirken wird.

### Dreharbeiten
Am 24. November 2020 gab JTBC bekannt, dass die Dreharbeiten zur Serie vorübergehend eingestellt wurden, nachdem ein Nebendarsteller in engen Kontakt mit jemandem kam, der positiv auf COVID-19 getestet wurde. Am darauffolgenden Tag teilte JTBC mit, dass die Dreharbeiten fortgesetzt würden, nachdem alle Besetzungs- und Crewmitglieder negativ auf das Virus getestet wurden. Die Dreharbeiten wurden Ende Juli 2021 abgeschlossen.

## Besetzung und Synchronisation
Die deutschsprachige Synchronisation entstand nach den Dialogbüchern von Janne von Busse, Matthias Müntefering und Felix Auer sowie unter der Dialogregie von Julia Haacke durch die Synchronfirma Iyuno-SDI Group Germany in München.

### Hauptdarsteller
| Rolle                     | Schauspieler  | Synchronsprecher    |
| ------------------------- | ------------- | ------------------- |
| Im Soo-ho (27 Jahre)      | Jung Hae-in   | Felix Auer          |
| Eun Yeong-ro (20 Jahre)   | Jisoo         | Leslie-Vanessa Lill |
| Kang Cheong-ya (34 Jahre) | Yoo In-na     | Julia Haacke        |
| Lee Gang-mu (36 Jahre)    | Jang Seung-jo | Felix Mayer         |
| Pi Seung-hee (43 Jahre)   | Yoon Se-ah    | Melanie Manstein    |
| Gye Bun-ok (24 Jahre)     | Kim Hye-yoon  | Valeria Ceraolo     |
| Jang Han-na (32 Jahre)    | Jung Eugene   | Caroline Combrinck  |

### Nebendarsteller

#### Personenkreis rundum Soo-ho
| Rolle                | Schauspieler  | Synchronsprecher                                        |
| -------------------- | ------------- | ------------------------------------------------------- |
| Joo Gyeok-chan       | Kim Min-kyu   | Nils Dienemann                                          |
| Oh Gwang-tae         | Huh Nam-jun   | Kevin Iannotta                                          |
| Choi Soo-ryeon       | Jung Ae-ri    | Susanne von Medvey (1. Stimme) Dagmar Dempe (2. Stimme) |
| Professor Han I-seop | Kim Jung-ho   | Matthias Kupfer                                         |
| Lee Eung-cheol       | Jang In-sub   | Patrick Roche                                           |
| Im Ji-rok            | Jeon Moo-song | Erich Ludwig (1. Stimme) Thomas Rauscher (2. Stimme)    |
| Im Su-hui            | Chae Won-bin  | Melanie Olbert                                          |

#### Personenkreis rundum Young-ro
| Rolle           | Schauspieler   | Synchronsprecher                                   |
| --------------- | -------------- | -------------------------------------------------- |
| Go Hye-ryeong   | Jung Shin-hye  | Bettina Zech                                       |
| Yeo Jeong-min   | Kim Mi-soo     | Regina Beckhaus                                    |
| Yoon Seol-hee   | Choi Hee-jin   | Laura Jenni                                        |
| Choi Byeong-tae | Ahn Dong-goo   | Xiduo Zhao                                         |
| Kim Man-dong    | Kim Jong-soo   | Jacques Breuer (1. Stimme) Gudo Hoegel (2. Stimme) |
| Kim Sang-beom   | Kim Jeong-hoon | Julian Manuel                                      |
| Eun Yeong-u     | Song Geon-hee  | Maximilian Belle                                   |
| Oh Deok-sim     | Nam Gwon-a     | Michèle Tichawsky                                  |

#### Personen mit Verbindung zur ANSP
| Rolle          | Schauspieler    | Synchronsprecher        |
| -------------- | --------------- | ----------------------- |
| Eun Chang-su   | Heo Joon-ho     | Manfred Trilling        |
| Nam Tae-il     | Park Sung-woong | Ole Pfennig             |
| Ahn Gyeong-hee | Lee Hwa-ryong   | Jakob Riedl             |
| Hong Ae-ra     | Kim Jung-nan    | Claudia Lössl           |
| Cho Seong-shim | Jung Hye-young  | Tatjana Pokorny         |
| Choi Mi-hye    | Baek Ji-won     | Sonja Reichelt          |
| Seung-jun      | Moon Yoo-kang   | Benedikt Gutjan         |
| Oh Dong-jae    | Choi Kyung-hoon | Tobias John von Freyend |
| Yeon-hwa       | Shin Sa-rang    | Janina Dietz            |

#### Weitere Personen
| Rolle           | Schauspieler    | Synchronsprecher   |
| --------------- | --------------- | ------------------ |
| Shin Gyeong-ja  | Jung Yi-seo     | Zina Laus          |
| Park Geum-cheol | Lee Jung-hyun   | Paul Sedlmeir      |
| Park Mu-yeol    | Kang Moon-kyung | Claus-Peter Damitz |
| Fortune         | Shin An-jin     | Thomas Wenke       |

## Episodenliste
| Nr. | Deutscher Titel | Originaltitel | Erstausstrahlung (Südkorea) | Deutschsprachige Erstveröffentlichung (D/A/CH) |
| --- | --------------- | ------------- | --------------------------- | ---------------------------------------------- |
| 1 | Folge 1         | 에피소드 1    | 18. Dez. 2021               | 31. Aug. 2022                                  |
| Die beiden Studenten Eun Yeong-ro und Im Soo-ho treffen bei einem gemeinsamen Gruppen-Blind-Date in einem Café aufeinander. Schon auf den ersten Blick verliebt sich Yeong-ro in Soo-ho. Was Yeong-ro und alle anderen allerdings nicht wissen, ist, dass es sich bei Soo-ho in Wirklichkeit um einen nordkoreanischen Spion handelt, der den Auftrag hat, einen Professor namens Han I-seop in den Norden zu geleiten. Sechs Monate später, als die Mission von Soo-ho kurz vor dem Erfolg steht, wird er von einem Team an ANSP-Agenten, unter der Führung von Lee Gang-mu, abgefangen. Soo-ho wird beim Versuch, in das Studentenwohnheim der Hosu-Frauenuniversität zu fliehen, angeschossen. |                 |               |                             |                                                |
| 2 | Folge 2         | 에피소드 2    | 19. Dez. 2021               | 31. Aug. 2022                                  |
| Soo-ho, der durch die Schüsse der ANSP-Agenten verwundet wurde, steigt blutüberströmt durch das Fenster des Zimmers 207 ins Studentenwohnheim der Hosu-Frauenuniversität ein und bricht auf dem Boden zusammen. Young-ro und die anderen Studentinnen, welche in diesem Zimmer wohnen, geraten zunächst in Panik. Sie nehmen an, dass Soo-ho während einer Studentendemonstration verletzt wurde, und versuchen ihn vor den ANSP-Agenten und Polizeibeamten versteckt zu halten. Weshalb sie den Facility-Manager Kim Man-dong um Hilfe bitten, der die Studentinnen dabei unterstützt, Soo-ho auf dem Dachboden zu verstecken. Unterdessen beginnen Lee Gang-mu und die ANSP-Agenten mit der Durchsuchung des Studentenwohnheims, um Soo-ho in die Finger zu bekommen. |                 |               |                             |                                                |
| 3 | Folge 3         | 에피소드 3    | 24. Dez. 2021               | 31. Aug. 2022                                  |
| Yeong-ro kümmert sich rührend auf dem Dachboden um den verletzten Soo-ho und versucht, einen Weg zu finden, um ihn unbemerkt aus dem Wohnheim heraus zu schmuggeln, ohne dabei den ANSP-Agenten in die Arme zu laufen, die vor dem Wohnheim Wache halten. Da der jährliche Tag der offenen Tür der Universität kurz bevorsteht, nutzt Yeong-ro diese Gelegenheit, um ihn aus dem Wohnheim zu bringen, indem sie vorgeben, dass es sich bei Soo-ho, um ihre Begleitung für die Veranstaltung handelt. Bevor Soo-ho von dannen zieht, schenkt er Yeong-ro die Halskette seiner Schwester als Dank für ihre Hilfe. |                 |               |                             |                                                |
| 4 | Folge 4         | 에피소드 4    | 25. Dez. 2021               | 31. Aug. 2022                                  |
| Soo-ho, der das Wohnheim ohne größere Vorfälle verlassen konnte, fängt wieder an, im Geheimen zu agieren, um seine Mission zu erfüllen. Derweil wartet Young-ro sehnsüchtig darauf, wieder mit Soo-ho in Kontakt zu treten, doch auf sie warten gewaltige Probleme. Denn die Telefonistin des Wohnheims Gye Bun-ok und die Hausmutter Pi Seung-hee haben spitzbekommen, dass Young-ro einen mutmaßlichen Spion beherbergt hat. Infolgedessen erhält Yeong-ro einen Verweis wegen Verstoßes gegen die Vorschriften des Wohnheims. Am darauffolgenden Tag gelangt Lee Gang-mu an handfeste Beweise für den Aufenthaltsort von Soo-ho und verfolgt ihn. Auf seiner Flucht gelangt Soo-ho zufällig durch eine verlassene Hütte mit einem Geheimgang in das Wohnheim. Mit auf ihn gerichteten Waffen wird Soo-ho von den ANSP-Agenten gezwungen, seine Identität als Spion preiszugeben und bedrohen des Weiteren Yeong-ro und die anderen Studentinnen mit vorgehaltenen Waffen.                                                         |                 |               |                             |                                                |
| 5 | Folge 5         | 에피소드 5    | 26. Dez. 2021               | 7. Sep. 2022                                   |
| Soo-ho, der die Studenten und Mitarbeiter des Wohnheims der Hosu-Frauenuniversität als Geiseln genommen hat, verhandelt mit dem Leiter der ANSP, um mit seinen Kameraden Joo Gyeok-chan und Lee Eung-cheol aus dem Wohnheim zu entkommen. Gang-mu wird von den Nordkoreanern ebenfalls als Geisel im Wohnheim festgehalten, wo er gewaltsam fügsam gemacht und gefesselt wird. Die plötzliche Wendung der Ereignisse traumatisiert Yeong-ro, die sich von der Kälte und Rücksichtslosigkeit von Soo-ho verraten fühlt. Doch die ganze Aktion verläuft anders als geplant. |                 |               |                             |                                                |
| 6 | Folge 6         | 에피소드 6    | 1. Jan. 2022                | 14. Sep. 2022                                  |
| Soo-ho ignoriert weiterhin Yeong-ro, die ihm kalte Blicke zuwirft und sich betrogen fühlt, und setzt die Geiselnahme fort. Die Ärztin Kang Cheong-ya, und zugleich Geliebte des einflussreichen Parteimitglieds Nam Tae-il, wird ins Wohnheim geschickt, um Eung-cheol zu behandeln, der während einer früheren Schießerei mit ANSP-Agenten verletzt worden war. Als Yeong-ro, die den Anblick der verängstigten Anwesenden nicht mehr erträgt, Soo-ho zur Rede stellt, um ihn zur Freilassung der Geiseln zu bewegen, offenbart sie Soo-ho im Geheimen, dass ihr Vater, Eun Chang-su, der amtierende Direktor der ANSP ist. |                 |               |                             |                                                |
| 7 | Folge 7         | 에피소드 7    | 2. Jan. 2022                | 21. Sep. 2022                                  |
| Da Soo-ho nun weiß, dass Yeong-ro die Tochter des Direktors der ANSP ist, sieht er keinen anderen Weg, als sie zu benutzen, um heil aus der ganzen Sache wieder herauszukommen. Trotz allem kann er seine Schuld gegenüber Yeong-ro nicht leugnen und versucht, Wiedergutmachung zu leisten. Cheong-ya offenbart Soo-ho und seinen Kameraden, dass sie in Wirklichkeit eine nordkoreanische Spionin ist und entsandt wurde, um ihre sichere Rückkehr in den Norden zu gewährleisten, bevor das Ultimatum der Machthaber verstreicht. |                 |               |                             |                                                |
| 8 | Folge 8         | 에피소드 8    | 8. Jan. 2022                | 28. Sep. 2022                                  |
| Während die Geiselnahme weiter andauert, wird Yeong-ros Bruder Yeong-u bei einem nordkoreanischen Angriff auf hoher See verletzt und verstirbt später im Krankenhaus. Als Yeong-ro in den Nachrichten vom Tod ihres Bruders erfährt, welche fälschlicherweise Soo-ho als Drahtzieher (auf politischen Befehl) andeuten, wird Yeong-ro hysterisch und fällt in Ohnmacht. Soo-ho, der Zeuge von allem wird, ist untröstlich und entschuldigt sich bei ihr. Er übergibt Yeong-ro den Schal ihres Bruders. In der Zwischenzeit spitzt sich die Lage weiter zu, da die Regierung versucht, das Geiseldrama auszunutzen, um durch gesteuerte Nachrichten und der Streuung falscher Informationen an der Macht zu bleiben. |                 |               |                             |                                                |
| 9 | Folge 9         | 에피소드 9    | 9. Jan. 2022                | 5. Okt. 2022                                   |
| Trotz der Aufrichtigkeit seitens Soo-ho glaubt Yeong-ro ihm nicht und arbeitet schließlich einen Fluchtplan mit Gang-mu aus, der zuvor von den Plänen der Regierung Wind bekommen hatte. Während der gesamten Zeit zeigt sich Soo-ho weiterhin warmhherzig und freundlich gegenüber Yeong-ro, was ihre Gefühle füreinander noch konfliktreicher macht. Gang-mu schlussfolgert im Laufe der Ausführung des Plans, dass Soo-ho Yeong-ro liebt und versucht vergeblich, an Soo-hos Gefühlswelt zu appellieren. Kurze Zeit später wird der Fluchtplan durchgeführt, und als er kurz vor dem Erfolg steht, droht Cheong-ya damit, die Bombe zu zünden. Schlussendlich kommt es zu Detonation. |                 |               |                             |                                                |
| 10 | Folge 10        | 에피소드 10   | 15. Jan. 2022               | 12. Okt. 2022                                  |
| Während der Schock bei den Geiseln, nach der großen Enthüllung, noch tief sitzt, beginnt Jang Han-na damit, den Geheimauftrag von Gang-mu auszuführen. Han-na soll mehr über das Geiseldrama und seine Hintergründe in Erfahrung bringen. Während Soo-ho daran zu zweifeln beginnt, dass er und die anderen es lebend herausschaffen können, durchlebt seine Beziehung zu Yeong-ro weitere Herausforderungen und Wendungen. Jedem Anwesenden wird klar, dass die Gefühle von Soo-ho gegenüber Yeong-ro echt sind, und er sie wirklich von ganzem Herzen liebt. Yeong-ro gerät ins Kreuzfeuer von Gyeok-chan und den ANSP-Scharfschützen. Soo-ho kann sie noch rechtzeitig aus der Schusslinie bringen. Nach diesem Erlebnis erkennt Yeong-ro seine wahrhaftige Aufrichtigkeit und Besorgnis, was ihren Hass auf Soo-ho allmählich schwinden lässt. |                 |               |                             |                                                |
| 11 | Folge 11        | 에피소드 11   | 16. Jan. 2022               | 19. Okt. 2022                                  |
| Als Soo-ho schließlich die grausame Wahrheit hinter dem Geiseldrama erfährt, tut er sich mit Gang-mu zusammen und wendet sich zugleich sowohl von Cheong-ya als auch von Gyeok-chan ab. Soo-ho kann ebenfalls Eung-cheol überzeugen, ihm zu vertrauen und sich auf seine Seite zu stellen, und so beginnt er damit, das Vertrauen aller Geiseln zurückzugewinnen, die ebenfalls über die Wahrheit hinter der Geiselnahme informiert werden. Ab diesem Zeitpunkt beginnt Yeong-ro damit, Soo-ho seine vergangenen Taten zu vergeben. Während sich ihre Beziehung allmählich verbessert, küssen sich Soo-ho und Yeong-ro zum ersten Mal bei einem herzlichen Gespräch und einer Tasse Kaffee. |                 |               |                             |                                                |
| 12 | Folge 12        | 에피소드 12   | 22. Jan. 2022               | 26. Okt. 2022                                  |
| Die Lage eskaliert weiter, und Soo-ho sowie Yeong-ro brauchen einander mehr denn je. Soo-ho und Gang-mu versuchen, den Komplott hinter der Präsidentschaftswahl aufzudecken, während sie gleichzeitig mit der Anwesenheit eines Spions konfrontiert sind, der ihren Plan heimlich an die ANSP weitergegeben hat. Sowohl Gang-mu als auch Soo-ho durchschauen den Plan von Chang-su, nur seine Tochter und nicht die anderen zu retten, was dazu führt, dass sich Yeong-ro gegenüber ihren Freunden immer schuldiger fühlt, die sich ihrer wahren Identität immer noch nicht bewusst sind. In der Hoffnung, ihn umzustimmen, vereinbaren Soo-ho und Gang-mu eine Zeit und einen Ort für ein Treffen zwischen Yeong-ro und ihrem Vater. Yeong-ro konfrontiert ihren Vater und stellt sich ihm entgegen. Aus einer unerwarteten Situation heraus stürzt sich Yeong-ro ohne zu zögern auf Soo-ho. Tae-il ist frustriert über den Widerstand seitens Chang-su, seine Tochter zu opfern, und nutzt die Situation für ein Attentat auf ihn. |                 |               |                             |                                                |
| 13 | Folge 13        | 에피소드 13   | 23. Jan. 2022               | 2. Nov. 2022                                   |
| 14 | Folge 14        | 에피소드 14   | 29. Jan. 2022               | 9. Nov. 2022                                   |
| 15 | Folge 15        | 에피소드 15   | 30. Jan. 2022               | 16. Nov. 2022                                  |
| 16 | Folge 16        | 에피소드 16   | 30. Jan. 2022               | 23. Nov. 2022                                  |